# Майбоженко Володимир Володимирович
Володимир Володимирович Майбоженко (нар. 23 квітня 1965, Київ) — український політик. З 20 квітня 2006 по 14 травня 2010 — голова Київської обласної ради. З 28 листопада 2022 до 27 квітня 2024 — голова Броварської РДА. 

## Життєпис
Народився у 1965 році в Києві.
У 1985 році, після завершення строкової військової служби в радянській армії, розпочав трудову діяльність на посаді заступника директора дитячого спортивного клубу «Спарта».
З 1989 по 1994 рік — заступник директора сільгосппідприємства «Деталі-99» та промислового підприємства «Обрій» в Вишгороді, Київська область.
З 1995 до 1997 року — директор промислово-торгової фірми «ДВК».
В 1998 році закінчив відділення політології філософського факультету Київського національного університету ім. Шевченка.
З 1997 до 1999 рік — очолював господарський відділ Акціонерного банку «Перший Інвестиційний Банк».
З 1999 по 2005 рік — керівник Секретаріату ГО «Інтелектуальний Форум України».
Вересень 2005 — квітень 2006 — заступник голови ради фонду «Україна — XXI століття».
Також працював заступником керівника Київського обласного штабу Блоку Тимошенко.
З 20 квітня 2006 по 14 травня 2010 року — голова Київської обласної ради.
У 2009 році закінчив Національну академію державного управління при Президентові України.
Колишній голова Київської обласної організації партії «Батьківщина». У вересні 2010 року за грубе порушення Статуту та Програми партії у встановленому Статутом ВО «Батьківщина» порядку виключений із членів ВО «Батьківщина» та звільнений з посади голови Київської обласної організації ВО «Батьківщина».
З 2011 по 2014 рік — директор організаційно-розпорядчого департаменту НАК «Нафтогаз України».
У вересні 2015 року — очолив Київську обласну організацію партії УКРОП.
10 листопада 2015 року — обраний першим заступником голови Київської обласної ради VII скликання від Політичної партії УКРОП. Пробув на цій посаді до травня 2019 року.
28 листопада 2022 року — розпорядженням Президента Зеленського призначений головою Броварської районної державної адміністрації.
27 квітня 2024 року — розпорядженням Президента України звільнений із посади.

## Розслідування

### ДТП
26 квітня 2024 року, перебуваючи за кермом автомобіля в нетверезому стані, проїхав на червоне світло й збив чотирьох пішоходів, в тому числі дитину. Поліція зареєструвала показники сп'яніння на рівні 2,31 проміле. Майбоженка затримано, відкрито кримінальне провадження за ст. 286-1 КК України «Порушення правил безпеки дорожнього руху або експлуатації транспорту особами, які керують транспортними засобами в стані сп’яніння». Після ДТП він був звільнений з посади голови Броварської районної державної адміністрації.
27 квітня 2024 року, Шевченківський районний суд міста Києва обрав запобіжний захід Володимиру Майбоженку у вигляді тримання під вартою терміном на 2 місяці без права внесення застави.
4 вересня у Броварському міськрайонному суді відбулося підготовче судове засідання. Майбоженко свою провину у скоєному визнав та зазначив, що компенсував кошти на лікування двом із чотирьох постраждалих. Сторона потерпілих мами та доньки зазначили, що протягом 5 місяців не отримували жодних відшкодувань, все лікування і реабілітацію оплачували самі, проте отримували обіцянки. Майбоженко апелював тим, що він є безробітним пенсіонером, який отримує лише пенсію. Він просив про звільнення з-під варти для повного відшкодування коштів на лікування та реабілітацію потерпілих. Також зазначив, що вибачення у постраждалих не просив, оскільки це може вважатися тиском. Суддя зобов’язала звільнити Володимира Майбоженка з-під варти під особисте зобов'язання.